# Тлектес
Тлекте́с (каз. Тілектес) — село у складі Аккулинського району Павлодарської області Казахстану. Входить до складу Ямишевського сільського округу.
Населення — 225 осіб (2021; 224 у 2009, 308 у 1999, 385 у 1989).
Національний склад станом на 1989 рік:
- казахи — 68 %